# Henri Fabien
Henri Fabien est un peintre, sculpteur et illustrateur canadien.

## Biographie
Henri-Zotique Presseau(lt), dit Henri Fabien, naît à Saint-Henri le 4 juillet 1878 et s'éteint à Ottawa le 31 décembre 1935. Le 25 mai 1905, il se marie à Mathilda Paquette. Le couple aura trois enfants. 

### Jeunesse et formation
Dès son enfance, Henri Fabien s'intéresse vivement à l'art. À 14 ans, il commence à étudier sous le peintre d'origine française Edmond Dyonnet, alors enseignant au Conseil des arts et manufactures situé à Montréal. En 1895, Fabien rejoint l'Art Association de Montréal où il suit les enseignements du peintre canadien William Brymner.  Après avoir gagné une bourse et exposé quelques-unes de ses œuvres, il poursuit sa formation à Paris de 1899 à 1902. En France, Fabien étudie successivement à l'Académie Julian (sous Benjamin Constant et Jean-Paul Laurens), à l'École des Beaux-Arts (sous Jean-Léon Gérôme) et à l'Académie Colarossi (sous F.X. Prinet, Raphaël Collin et J.-A. Girardot) tout en peignant plusieurs œuvres pendant cette période.

### Vie professionnelle
À la suite de son retour au Canada en 1902, Henri Fabien expose bon nombre de ses peintures. Les revenus qu'il tire de la vente de ses toiles sont toutefois insuffisants pour lui permettre de se consacrer uniquement à son art; il ne peint plus de nouvelles toiles entre 1903 et 1911, bien que les toiles existantes continuent de figurer à de nombreuses expositions dont celles de l'Académie royale canadienne et de l'Art association de Montréal. Il occupe un poste de dessinateur au journal La Presse en 1903, puis le poste de dessinateur en chef au Département des Affaires Indiennes du Canada. Il conserve le second de 1905 à 1919, année où il est nommé traducteur au sein du même ministère. Entre 1913 et 1916, Fabien est occasionnellement chroniqueur d'art pour le journal Le Devoir. 

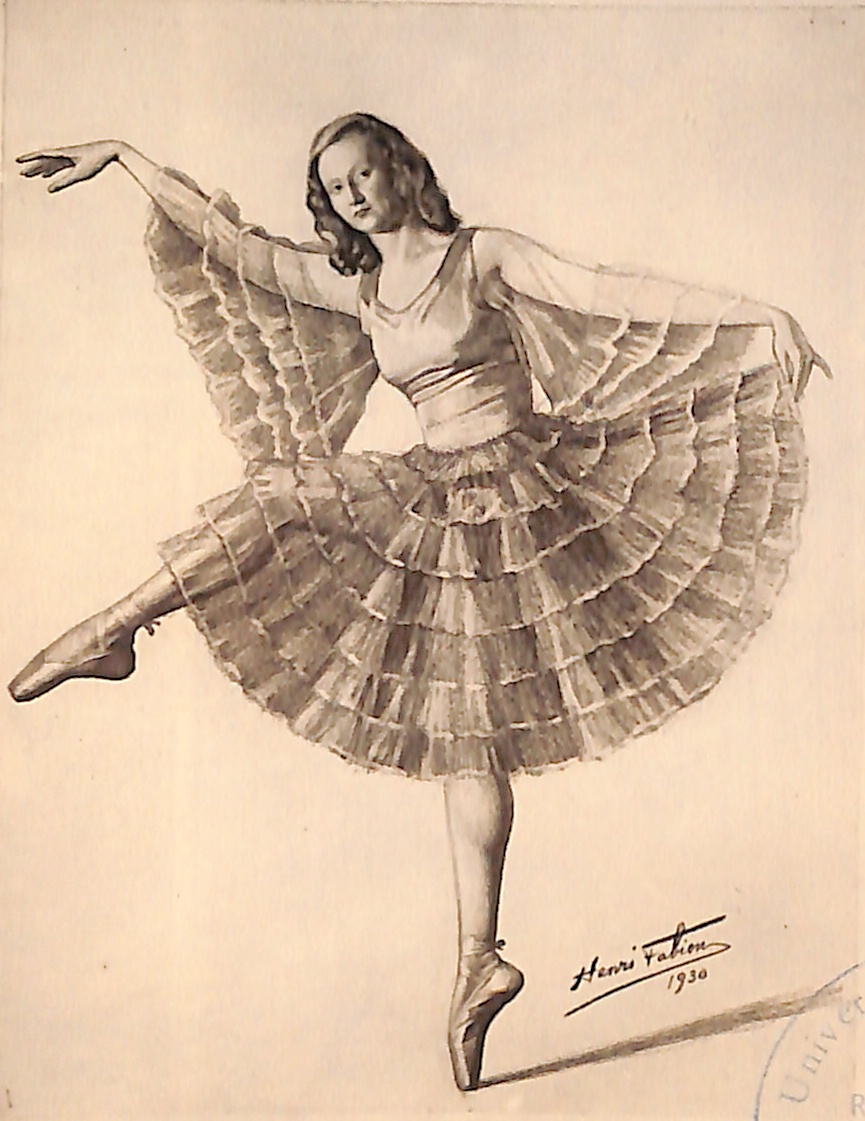
Dessin au fusain d'une ballerine par Henri Fabien (1930)

En mars 1906, le studio J. Wilson, situé à Ottawa, organise une exposition consacrée exclusivement aux œuvres d'Henri Fabien, laquelle reçoit des critiques favorables de la part de la presse ottavienne. Le studio répète l'expérience en 1919 et en 1926, tandis que, entre-temps, l’œuvre du peintre continue de s'agrandir. Bien que spécialisé dans les natures mortes, Fabien commence à exploiter, « après avoir assisté à un récital de danse en 1928, [...] le thème des danseuses qui lui valurent les plus grands succès de sa carrière ». 
Par ailleurs, de nombreuses peintures d'Henri Fabien représentent des scènes de la région d'Ottawa, dont le traversier de Rockliffe et l'incendie du Parlement du Canada ayant eu lieu en 1916. En 1914, il peint entre autres les chutes des Chaudières et leurs alentours. La toile en question « offre une vue d'ensemble des Chaudières en pleine expansion industrielle ». 
Fabien réalise également des portraits - qui lui valent notamment de participer à des expositions de la Société des artistes français - et des sculptures, ses plus connues étant un buste de Wilfrid Laurier et le masque funéraire d'Armand Lavergne. À partir de 1933, l'artiste dirige des cours de peinture et de dessin à l'Association des confrères-artistes du Caveau.